# 定水河
定水河，又称宋江河或筠连河，是中国四川省宜宾市境内的一条重要河流，为长江二级支流南广河的左岸支流。该河流经筠连县全境及高县南部，全长68公里，流域面积599平方公里，是筠连县城的"母亲河"和高县南部农业灌溉的重要水源。

## 名称由来
- 定水河：名称源于唐代在该地区设置的羁縻州"定州"（今筠连县境），《元和郡县志》载："定州因境内水势平缓得名"[2]。明清时期多称"筠连河"，1980年代后官方统一采用"定水河"名称。
- 宋江河：高县段名称，据清同治《高县志》记载："河经陈村，三曲其流，状如'宋'字，乡人因呼宋江河"[3]。此名称至今仍在民间广泛使用。

## 水文特征
定水河属山区雨源性河流，主要水文特征如下：
- 流量：年均径流量4.92亿立方米（筠连水文站数据）[1]
- 比降：上游筠连段达8.7‰，下游高县段降至3.2‰
- 汛期：5-10月占全年径流量78%，最大洪峰流量记录为2018年的1,850 m³/s[4]

## 流域地理

### 源头与流向
发源于筠连县丰乐乡白果村寒婆岭北麓（海拔1,280米），向北流经：
1. 筠连县段：经双腾镇、巡司镇、筠连镇，在县城接纳最大支流塘坝河（源自云南盐津县）
2. 高县段：进入罗场镇后转向东北，经落润镇，最终在嘉乐镇黄水口汇入南广河（海拔310米）

### 主要支流
- 塘坝河：最大支流，流域面积126 km²，年均流量11.7 m³/s
- 镇舟河：筠连县第二大支流，建有王家沟水库（县城主要水源地）[5]

## 生态治理
21世纪以来实施的重点工程：
- 定水河生态廊道（2019-2023）：

```
 - 总投资2.3亿元，建设12公里滨水绿道
 - 分段打造"筠山记忆""定水新韵""宋江展望"主题景观
```

- 流域综合治理（2024启动）：

```
 - 包含河道疏浚13.6公里、生态护岸建设
 - 新建人工湿地3处，水质目标提升至Ⅲ类
```

## 经济文化
- 农业灌溉：滋养两岸1.2万公顷农田，支撑筠连县茶叶、高县蚕桑产业发展
- 城市景观：筠连县城段建有"定水晚渡""宋江垂钓"等文化景点
- 民俗活动：高县罗场镇每年端午节举办"宋江河龙舟赛"，历史可追溯至清代道光年间[6]